# Гайгисиз Атабаєв
«Гайгисиз Атабаєв» — радянський телефільм 1974 року, знятий режисером Овлякулі Кулієвим на Туркменському телебаченні.

## Сюжет
Про першого голову Ради Туркменської РСР.

## У ролях
- Баба Аннанов — Гайгисиз Атабаєв
- Олександр Титов — Михайло Іванович Калінін
- С. Сариєв — Недірбай Айтаков
- Олександр Чернов — Микола Антонович Паскуцький
- Ходжадурди Нарлієв — М. Атабаєв
- Тетяна Іваницька — Наталка
- Володимир Краснопольський — Іван Антонович
- Віктор Дозорний — Василь Васильович
- Союн Амангельдиєв — Агаджан
- Меред Атаханов — Ніязбеков
- Ходжаберди Нарлієв — Сілап
- Реджеб Курбанов — Тахір Токар
- Дурди Сапаров — Непес ага
- Вапа Мухамедов — Гара Дев
- Мелік Кепбанов — Нарли бай
- Гурбанназар Атакгаєв — Уразкулов
- Танрикулі Сеїткулієв — Тархан
- Ташлі Джумаєв — Лоллук

## Знімальна група
- Режисер — Овлякулі Кулієв
- Сценарист — Овлякулі Кулієв
- Оператор — Балли Оразов